# Mathe im Advent
„Mathe im Advent“ ist ein digitaler Adventskalender und mathematischer Wettbewerb für Schüler von der 4. bis 9. Klasse („Frühstarter“ ab Klasse 2, „Spätstarter“ bis Klasse 10). Er steht unter der Schirmherrschaft der Bundesministerin für Bildung und Forschung und zählt mit jährlich bis zu 191.000 Teilnehmern zu den großen digitalen MINT-Projekten in Deutschland.
Der Wettbewerb wird von der Mathe im Leben gemeinnützige GmbH in Kooperation mit der Deutschen Mathematiker-Vereinigung ausgerichtet. Er richtet sich an Kinder und Jugendliche aller Schulformen und Leistungsniveaus. Mit Aufgaben in Form von Geschichten über die Weihnachtswichtel möchte er einen spielerischen Zugang zur Mathematik und ihre Anwendungen im Leben vermitteln. Mit dem Wettbewerbskonzept soll eine nachhaltige Motivation für das Fach Mathematik entwickelt und mathematische Kompetenzen wie kreatives Problemlösen, Muster erkennen sowie logisches und strategisches Denken spielerisch gefördert werden.

## Wettbewerb

### Ablauf
Jedes Jahr ab dem 1. November können sich Schüler, Lehrer und andere Interessierte auf der Webseite mathe-im-advent.de für die Teilnahme registrieren. Vom 1. bis zum 24. Dezember wird dann in zwei Niveaustufen (Klasse 4–6 bzw. 7–9) täglich je eine Mathematikaufgabe veröffentlicht, die in der Regel am selben Tag beantwortet werden muss. Längere Abgabezeiten gibt es an den Wochenenden sowie am 1., 2. und 24. Dezember. Am darauffolgenden Morgen wird eine umfangreiche Lösung mit thematisch weiterführenden Texten (sog. „Blick über den Tellerrand“, „Mathematische Exkursion“) veröffentlicht. Ende Januar werden auf einer großen Preisverleihung in Berlin die Hauptpreise überreicht.

### Teilnahme
„Mathe im Advent“ richtet sich an deutschsprachige Schüler der Klassenstufen 4 bis 9. Dafür richten sie sich kostenlos einen „Schüleraccount“ ein. Begabte Kinder der 2. und 3. Klasse sowie interessierte 10.-Klässler können ebenfalls im „Schüleraccount“ teilnehmen. Alle älteren Interessierten können zum Spaß mitspielen, mit einem sog. „Spaßaccount“, ohne am eigentlichen Wettbewerb teilzunehmen.

#### Einzelspiel
Nach der Registrierung eines Accounts können sich die Schüler im Einzelspiel anmelden. Darin spielen sie gegen alle anderen deutschsprachigen Kinder und können Preise gewinnen.

#### Klassenspiel
Lehrer können sich in einem „Lehreraccount“ registrieren. Dort melden sie virtuell ihre Klassen an und laden ihre Schüler zur gemeinsamen Teilnahme im Klassenspiel ein. Dies soll zusätzlich zu den mathematischen Kompetenzen auch das Teamwork, präzises und folgerichtiges Argumentieren sowie das Durchhaltevermögen schulen. In diesem Format spielen viele Kinder mit, die sonst nicht an einem Mathe-Wettbewerb teilnehmen würden. Die besten Klassen und Schulen werden mit Preisen ausgezeichnet.
Für die Teilnahme am Klassenspiel wird seit dem Jahr 2015 eine Teilnahmegebühr von, in der Regel, 40 Euro pro Klasse erhoben. Seit 2017 wird das Klassenspiel in speziell geförderten Regionalprojekten kostenfrei angeboten. Aktuell wird die kostenlose Teilnahme der Schulen durch Regionalförderer in verschiedenen Regionen ermöglicht (s. Förderer).

## Preise
Am Ende der Spielphase erhält jeder Teilnehmende eine persönliche Urkunde, die den Teilnahme-Erfolg bestätigt. Jedes Jahr werden zudem die besten Schüler, Klassen und Schulen ausgezeichnet. Die Gewinner im Einzelspiel und Klassenspiel werden zu einer großen Preisverleihung mit Mathe-Show nach Berlin eingeladen.

## Entwicklung
Günter M. Ziegler entwickelte „Mathe im Advent“ im Jahr 2008 als Projekt im Rahmen des vom BMBF geförderten Wissenschaftsjahres „Jahr der Mathematik“. Die Idee leitet sich von dem vom Forschungszentrum „Matheon“ (seit 2020: Exzellenzcluster MATH+) angebotenen Mathe-Adventskalender für Schüler der Oberstufe ab, der den talentierten Nachwuchs für ein Studium der Mathematik begeistern soll. „Mathe im Advent“ sollte nun möglichst vielen jüngeren Schülern einen neuen, spielerischen Zugang zur Mathematik und ihren angrenzenden Disziplinen ermöglichen. Es wurde zuerst ein Adventskalender für die Klassenstufen 5 bis 7 angeboten.
Ab 2010 wurde die Ausrichtung von „Mathe im Advent“ im Netzwerkbüro Schule-Hochschule der Deutschen Mathematiker-Vereinigung übernommen. Dabei wurde das Angebot auf zwei Niveaustufen (Kl. 4–6 und 7–9) ausgeweitet und durch das sogenannte Klassenspiel ergänzt, indem Lehrkräfte mit ihren Schulklassen und anderen Lerngruppen teilnehmen können. Inzwischen nehmen Schüler und Klassen aus verschiedenen Schulformen aller Niveaustufen teil und können in verschiedenen Kategorien Preise gewinnen.
Seit 2016 wird „Mathe im Advent“ von der Mathe im Leben gemeinnützige GmbH betreut und umgesetzt. Geschäftsführer und Projektleiter sind Stephanie Schiemann und Robert Wöstenfeld. Beide sind ehemalige Lehrkräfte und Mitarbeiter im Netzwerkbüro Schule-Hochschule der DMV.
Seit 2008 haben insgesamt 1,9 Mio. Schüler, Lehrer und Erwachsene an „Mathe im Advent“ teilgenommen. Im Jahr 2023 wurde mit 191.297 die bisher höchste Teilnehmerzahl erzielt.
In der Corona-Pandemie gab es zudem in der ersten Welle der Schulschließungen die Mathe-Challenges „Mathe im Mai“ und „Mathe im April“ im Auftrag des BMBF innerhalb der Initiative Wir bleiben schlau!. Hier nahmen insgesamt 103.068 Schüler im Homeschooling teil.

## Auszeichnungen
Das Projekt „Mathe im Advent“ hat mehrere Auszeichnungen erhalten. Unter anderem wurde es im November 2013 zum Projekt des Monats der Initiative „Komm, mach MINT“ und im November 2012 vom Stifterverband für die Deutsche Wissenschaft zur „Hochschulperle des Monats“ gewählt. In den Jahren 2014–2016 sowie im Jahr 2023 war „Mathe im Advent“ ein gefördertes Projekt im Rahmen der Wissenschaftsjahre des Bundesministeriums für Bildung und Forschung.

## Förderer
Der Wettbewerb steht unter der Schirmherrschaft der Bundesministerin für Bildung und Forschung, Bettina Stark-Watzinger.
Hauptförderer von „Mathe im Advent“ ist die Gisela und Erwin Sick Stiftung. In vielen Regionen wird inzwischen die kostenlose Teilnahme der Schulen durch Regionalförderer ermöglicht. Zudem sind die BMBF-Initiativen #mintmagie und „Wir bleiben schlau!“ Unterstützer.

## Kooperationspartner
„Mathe im Advent“ wird von der „Mathe im Leben GmbH“ in Kooperation mit der Deutschen Mathematiker-Vereinigung ausgerichtet. Weitere Kooperationspartner aus der Bildung und Wissenschaft sind:
- Freie Universität Berlin
- Technische Universität Berlin
- Exzellenzcluster MATH+
- Österreichische Mathematische Gesellschaft
- MINTvernetzt
- MNU Verband zur Förderung des MINT-Unterrichts
- Julius-Maximilians-Universität Würzburg
- Universität Bielefeld
- Hochschule für Technik und Wirtschaft Berlin
- MUED e.V.
- IMAGINARY – open mathematics